# Bitti
Bitti là một đô thị ở tỉnh Nuoro ở vùng Sardinia của Italia, tọa lạc cách khoảng 140 km về phía bắc của Cagliari và cách khoảng 20 km về phía bắc của Nuoro. 

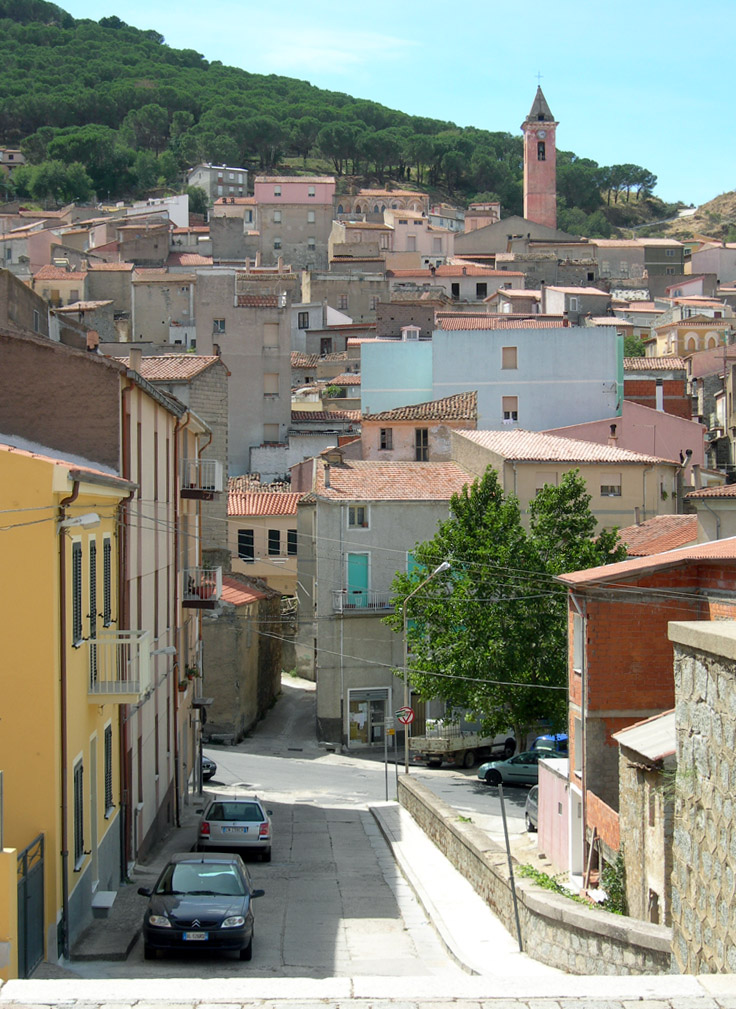
Bitti.

Bitti giáp các đô thị: Alà dei Sardi, Buddusò, Lodè, Lula, Nule, Onani, Orune, Osidda, Padru.

## Các công trình nổi bật
- Khu khảo cổ Romanzesu.
- Nhà thờ Santu Jorgi.